# Рјукан
Рјукан (норв. Rjukan) је насељено место у Норвешкој у округу Телемарк. Има статус града од 1996.